# 伊藤隆佑
伊藤 隆佑（いとう りゅうすけ、1983年7月23日 - ）は、TBSテレビのアナウンサー。防災士、スポーツ科学修士、保育士。

## 来歴

### 生い立ち・学生時代
東京都練馬区生まれの埼玉県東松山市育ち。兄の影響で野球を始め、小学生の時に埼玉県代表として全日本学童軟式野球大会（現在の高円宮杯マクドナルドトーナメント）出場。
埼玉県立松山高等学校、学習院大学文学部哲学科卒業。中学時代に生徒会長、松山高校では捕手として硬式野球部に所属して3年時には主将、学習院大学アメリカンフットボール部でも4年時に主将を務めた。同大学では、所属したアメリカンフットボール部で2004年の3年時に国立競技場で開催されたIVY-SAMURAI BOWL（ハーバード大学とイェール大学を含む日本選抜）に出場。

### TBS入社
2006年にアナウンサーとしてTBSテレビへ入社。同期のアナウンサーは出水麻衣と水野真裕美（水野は2022年7月1日から人事労政局にも所属）。入社後はスポーツ実況アナウンサーとして活動するかたわら、『NEWS23』のスポーツキャスターや『S☆1』（スポーツニュース番組）、『報道特集（TBS）』のキャスターを務めている。
2020年4月からは、勤務を続けながら早稲田大学大学院スポーツ科学研究科修士課程（1年制）へ進学した。稀勢の里寛（大相撲年寄・二所ノ関、元横綱）や木村弘毅（ミクシィ代表取締役社長）などと共に平田竹男研究室で学んだ後に、2021年3月で修了した。
修士論文のテーマは「歴代オリンピック名場面における実況アナウンスの成功要因」で、この論文で修士（スポーツ科学）の学位を取得するとともに、同研究科から特別賞を授与されている。また、2020年度大学院スポーツ科学研究科修了式では主席（総代）として挨拶した。
2025年1月にはTBSの公式ページで保育士資格試験に合格したことを発表し、知育・教育事業に貢献していきたいとした。

### オリンピック実況
2016年のリオデジャネイロオリンピックでは、ジャパンコンソーシアムのメンバーとして陸上やバドミントンなどの競技を実況した。バドミントン女子ダブルス決勝の高橋礼華＆松友美佐紀組（日本） - クリスティナ・ペデルセン＆カミラ・リター・ユール組（デンマーク）戦などを担当。
2018年のピョンチャンオリンピックでは、主にスノーボードやアルペンスキー、カーリングなどの実況を担当し、スノーボード男子ハーフパイプでは優勝したショーン・ホワイトとの激闘となった平野歩夢の銀メダル獲得を伝えた。
2021年の東京オリンピックでは、野球で7月31日のメキシコ戦のほか、女子バスケットボール、陸上で北口榛花のやり投げなどのトラック＆フィールド、BMXレーシングといった競技を実況。
2024年のパリオリンピックでは通算４度目となるジャパンコンソーシアムとして派遣された。男子バレーボール日本代表のドイツ戦のほか、バドミントン混合ダブルス3位決定戦の渡辺勇大＆東野有紗組（日本） - チェ・ユジョン＆ソ・スンジェ組（韓国）戦の銅メダル獲得、陸上でやり投げの北口榛花の女子日本代表選手では初のフィールド種目での金メダル獲得、棒高跳びのアルマンド・デュプランティス（スウェーデン）の自身が持つ世界記録を更新しての金メダル獲得など、トラック＆フィールド競技の実況を担当した。
なお、パリ五輪陸上男子100ｍ決勝では9秒79で金メダルを獲得したノア・ライルズ（アメリカ）から7位のケネス・ベドナレク（アメリカ）まで写真判定という大混戦のレースを担当した。スタートから先行するキシェーン・トンプソン（ジャマイカ）とフレッド・カーリー（アメリカ）の競り合いを描写しながら、7レーンを走るライルズについてフィニッシュライン直前に「外から・・・、トンプソンかライルズか！」と1000分の5秒差だった2人の名前を正確に実況した。

### マスターズゴルフ
男子ゴルフメジャー選手権の1つであるマスターズ・トーナメントでは、松山英樹が初めて出場した2011年から日本向けテレビ中継のラウンドリポートや現地実況を担当した。松山にとって10回目の出場になった2021年の第85回大会中継では、松山が最終日（日本時間4月12日）にアジア出身選手としての初優勝を決めるまでの全72ホールに帯同したほか、松山への優勝者インタビュアーも務めた。大会期間中は、長年、TBSのゴルフ中継を支えたゴルフジャーナリストの岩田禎夫の遺骨をリュックにしのばせてリポートしていた。「私にとっても、岩田さんはゴルフの先生でした」と、松山が優勝すると信じて、岩田とともにオーガスタの丘を歩いた。。

### モンスターボックス
TBSが1995年から制作してきたスポーツマンNo.1決定戦では、入社した2006年以降、実況アナウンサーとして参加。番組名を変えた後継のスポーツ男子頂上決戦では「SHOT-GUN-TOUCH（ショットガンタッチ）」や「MONSTER BOX（モンスターボックス）」をはじめ、メイン実況を担当。2017年元日に放送された番組では平野泰新（MAG!C☆PRINCE）が世界記録の23段を跳んだ様子を実況した。
2024年大晦日に放送されたオールスター体育祭では、平野泰新が7年ぶりに成功したモンスターボックス世界記録の23段を再び実況した。平野自身は23段成功後のインタビューで世界新記録の24段について「新記録を出して世界で最初の1人になりたいなと強く思いました」と語っている。

### 報道関連
その一方で、2011年に東日本大震災が発災してからは、津波の被害が大きかった地域の取材や、ヘリコプターによる福島第一原子力発電所事故上空からの中継リポートを担当した。一連の取材を通じて「救えた命は限りなく少なかった」「災害報道は被災地域で暮らす人々の力になれていないのではないか?」という自責の念に駆られたことから、月に1回のペースで仮設住宅の避難者に生活物資を届けるボランティア活動を3年間続けたうえで、2017年2月に防災士の資格を取得した。
近年は、災害現場での経験や防災士資格を活かして、自治体や教育委員会などと連携し、小・中・高校での防災教育を実施している。東京都立北豊島工科高等学校での防災講演会では、全国初の都市防災技術科の生徒に向けて、テレビの災害における報道技術などの解説も行った。
2023年9月17・18日に横浜国立大学で開催された日本最大級の防災イベント『ぼうさいこくたい2023』では、TBS代表として登壇し、「未来を生きる子どもたちに “防災の担い手” になってもらう取り組みを紹介します」と、ハザードマップなどを用いた活動を紹介した。
2024年元日の能登半島地震ではTBSの報道特番で第一報を伝え、1月2日にはヘリコプターで現地取材を行うなど、災害現場での取材経験を重ねている。

### ドキュメンタリー制作
報道分野では、アナウンサーとしてだけでなくディレクターとして映像の撮影・編集を行うなどしており、2015年12月6日に放送した「記者たちの眼差し 戦後70年の開戦の日に」では、太平洋戦争の東部ニューギニアで戦った自身の祖父を題材にしたドキュメンタリー「4％の運命」（8分20秒）を制作した。祖父が所属した部隊の生存率がわずか4％だったことから、戦友の捜索には困難が伴ったが、奇跡的に辿り着いた人物に戦時下の極限状態だった部隊の実相についてインタビューした。今もニューギニアでは日本語を話す老人がいることに衝撃を覚え、そこにニューギニア戦線の悲惨さが表れているのではないかと語っている。
2021年10月31日にBS-TBSの番組『裸のアスリートⅡ』で早稲田大学大学院で同期である稀勢の里をディレクターとして１年間独自取材し、「元横綱 稀勢の里・第2の人生に密着」として放送した。なお、「新しい相撲部屋経営の在り方」をテーマにした稀勢の里の修士論文は、新部屋設立に向けて稽古場の土俵を2面にし、大部屋を廃止するなど、今までの相撲界の常識を覆す取り組みがまとめられ最優秀論文として表彰された。
2022年の北京オリンピックでは、担当するS☆1のキャスターとして現地に派遣され、日本人メダリストへのインタビューなどを行った。また自身が担当する『TBSレビュー』では、コロナ禍での五輪開催にあたり厳格な隔離政策のもと行われた大会の様子をディレクターとしてカメラ撮影し、帰国後の3月27日に〈特集〉「北京オリンピックの現場から」として放送した。
2022年12月18日にTBSで放送した深夜のドキュメンタリー番組『解放区』では、「斎藤佑樹を生きる。～ハンカチ王子と呼ばれて～」（44分10秒）で初の長編ドキュメンタリーを制作した。斎藤佑樹が北海道日本ハムファイターズに入団した年に発生した東日本大震災で、大きな被害を受けた被災地を訪れた2011年当時の様子や、現役引退後に11年ぶりに現地を訪れた映像などを紹介した。
2024年12月12日にBS-TBSで放送された『アスリートDays』ではパリ五輪の陸上女子やり投で金メダルを獲得した北口榛花のドキュメンタリー「女子やり投・北口榛花」を＜取材・演出＞という立場で制作した。五輪直後の優勝インタビューで語った「正直、誰が味方で誰が敵か。何が敵か。わからなくなって、何を信じていいのかもわからなくなった時があったんです」という、快挙の裏にあった涙と仲間達の支えに迫った。
また、1月18日深夜の『バース・デイ』では上記の内容を再構成して、北口がオフに行っている体操や柔道といった他の競技のトレーニングの様子を交えて「やり投の世界女王・北口榛花 笑顔の裏の苦悩」として放送した。なお、この際のエンドロールでは＜取材・監修＞とされた。

## 人物
身長は179 cm、体重は75 kg。
防災士や修士号、保育士資格以外にも、PADIアドバンスド・ダイバーや日本漢字能力検定2級を取得しているほか、大学時代にはイベント検定に合格している。
JNN・JRN系列各局のアナウンサーの資質の向上を目的に創設されたアノンシスト賞では、2016年度にラジオ実況部門で「リオ五輪バドミントン女子ダブルス金メダル」が優秀賞、2018年度にテレビ実況部門で「世界バレー女子 日本vsセルビア」が最優秀賞、2019年度にテレビ実況部門で「WBOタイトルマッチ井岡一翔vsパリクテ戦」が最優秀賞をそれぞれ受賞している。

## 現在の出演番組
- スポーツ中継（野球・陸上競技・ゴルフ・ボクシング・バレーボールほか）
  - TBSテレビでは、全国ネットのプロボクシング中継でメイン実況を担当。世界タイトルマッチの中継では、井岡一翔のWBCミニマム級新チャンピオン決定（2011年2月11日）、同タイトルの初防衛（同年8月10日）、日本人初のWBC・WBA統一チャンピオン決定（2012年6月20日）、WBA世界ライトフライ級タイトルマッチにおける日本人ボクサー最短（11戦目）での2階級制覇（同年12月31日）、WBO世界スーパーフライ級王座決定戦での日本人男子初の4階級制覇（2019年6月19日）の瞬間を伝えた。
  - TBSテレビが日本国内向けの放送権を保有している世界陸上競技選手権大会では、2007年（大阪）に競歩リポートや投擲種目の実況で初参加して以降、2009年（ベルリン）、2011年（韓国・テグ）および、2015年（北京）以降の大会でテレビ中継の実況要員として開催地に派遣されている。2015年北京大会では男子十種競技でアシュトン・イートンの世界新記録、2022年オレゴン大会では男子棒高跳びでアルマンド・デュプランティスの世界新記録をそれぞれ現地で実況した。
  - TBSラジオでは、日本プロ野球（NPB）公式戦中継の自社向け放送・JRNナイター向け配信業務から撤退した2018年以降も、JRN加盟局への裏送り向けに個別で制作する首都圏開催の読売ジャイアンツ・横浜DeNAベイスターズ主管試合中継において、2022年まで実況やベンチリポートを随時担当。同局が2022年限りで裏送り向け中継の制作業務からも撤退したことに伴って、2023年以降のNPBレギュラーシーズン中は、テレビのDeNA主管試合中継に限って担当している。
    - ただし、2023年の日本シリーズでは、地上波テレビにおける第6戦（パシフィック・リーグ主管試合）の放映権をTBSテレビ系列が確保。11月4日の第6戦（京セラドーム大阪でのオリックスバファローズ対阪神タイガース戦）では、TBSテレビの主導（両球団の地元局である毎日放送の協力）で全国ネット向けのテレビ中継を制作することを受けて、DeNAが関与しないNPBの試合を2シーズン振りに実況している。

### テレビ
- ひるおび（コーナープレゼンター）
  - 金曜日の午後枠：2022年7月4日 - 2022年9月30日
  - 火曜日の午後枠：2022年10月5日 - 2024年3月21日
  - 木曜日の午前枠：2024年3月28日 -
- 中居正広の金曜日のスマイルたちへ（2021年10月1日 - ）
- TBSレビュー（2021年10月10日 - ）
- アスリート夢共演（2021年10月10日 - ）
- ラヴィット！（ニュースキャスター）
  - 月曜日担当：2024年4月1日 -
- 報道特集（スポーツキャスター、2024年10月5日 - ）
  - キャスターの起用に至るまでの経緯は、当該項で詳述。実際には、ストレートニュースも担当しているほか、本番前（土曜日の午後）に放送される『TBS NEWS』（関東ローカル向けの定時ニュース）のキャスターを兼務。

### ラジオ
- パンサー向井の＃ふらっと（ニュースキャスターを不定期で担当）
- 森本毅郎・スタンバイ!（「スポーツスタンバイ!」のコーナーに不定期で出演）

### ラジオ→YouTube
- TBS知育教育ラジオ オヤノココロコシラジ（2023年6月 - ）
  - 2021年3月26日まで単独番組として毎週火曜日の17:50 - 18:00に放送された後に、同年4月から2023年9月まで毎月最終木曜日に『アシタノカレッジ』（生放送番組）へ内包されていた事前収録番組。知育・教育関連の専門家に対する「聞き手」として単独番組時代から出演してきた蓮見孝之（先輩アナウンサー）が、体調不良を理由に2023年6月中旬からTBSテレビを休職していることを受けて、同月の放送分から代演している。なお、『アシタノカレッジ』が2023年9月で終了したことに伴って、翌10月以降は（ラジオでの放送後に実施していた）YouTubeのTBSラジオ公式チャンネルからのスタジオ動画配信に特化。

## 過去の出演番組

### テレビ
- JNNイブニングニュース（2009年1月2日担当）長岡杏子と担当
- 王様のブランチ（2006年8月12日）
- チャンネル☆ロック!（2006年8月12日）
- はなまるマーケット（「流行パラダイス キラキラベッキー☆9」）
- SASUKE（第20回・第22回・第24回出場者。第25回・31回サブ実況）
- NEWS23（2009年3月30日 - 2010年3月26日）サブキャスター兼スポーツキャスター
- ニュースバード1600（TBSニュースバード、2010年3月30日 - 2011年9月）火曜日担当
- 人生逆転バトル カイジ（2017年12月28日）司会黒服
- KUNOICHI2018(実況)
- マラソングランドチャンピオンシップ中継（2019年9月15日、NHK総合テレビ）
  - TBSが男子レースのテレビ・ラジオ中継を制作したことから、女子のレースを中継していたNHK向けに、男子レースの経過実況を担当。
- 中居正広の金曜日のスマイルたちへ（不定期出演）
「金スマ社交ダンス部」時に競技実況を担当。
- JNN NEWS（不定期）
- JNNフラッシュニュース（隔週水曜日）
- TBS NEWS（不定期）
- S☆1
  - 番組内の「JNN NEWS」キャスター（隔週土曜日担当）を経て、2017年4月1日から2022年3月27日まで、上村彩子（後輩アナウンサー）とのコンビでメインキャスターを務めた。
- オールドルーキー 第1話（2022年6月26日、TBS）
- 炎の体育会TV（不定期）
- TBS NEWS (CS放送)（2022年7月4日 - 、月曜日の一部時間帯でキャスターを担当）

### ラジオ
- 毒蝮三太夫のミュージックプレゼント（2006年7月18日）板橋区向原中村屋スタジオゲスト（2006年8月14日）
- こども音楽コンクール東日本A（2006年8月2日収録、同月27日放送）
- 生島ヒロシのおはよう定食 （2006年9月5日 - 2009年春）
- TBSラジオニュース（2008年、木曜8:53ごろなど）
- エキサイトベースボールマネージャーズ（2008年10月3日 - 2009年3月、主に金曜日アシスタント）
- 夢発信ラジオ「学スタ」〜夢への一歩、スタートしよう〜（2015年9月28日 - 2016年9月19日）
- 伊集院光とらじおと
ニュースコーナーを不定期担当。
- ニュースデスク（月曜）

### その他
- インターネットテレビストリーミング生中継（2006年8月14日）